# Língua dadibi
Dadibi (também Daribi ou Karimui) é uma papua falada por cerca de 10 mil pessoas em Papua-Nova Guiné. Em 2001, toda a Bíblia (incluindo o Antigo Testamento) foi traduzida para Dadibi.

## Geografia
Dadibi is spoken in:
- Chimbu, distrito Karimui-Nomane, rio Tua
- Terras Altas do Sul, distrito Kagua-Erave, 28 vilas
- Jiwaka: estremo sul de South Waghi Rural LLG

## Escrita
A língua usa uma forma do alfabeto latino sem as letras c, f, j, q, r, v, x, z
As vogais apresentam as formas ą  ę  į  ǫ  ų  quando nasalizadas.

## Amostra de texto
Pai nosso
Dago Aya, nage dagalude bidibo bidi, dago homugo nago nogi wiegi yai tedali mu bideibao. Dago homugo te nago te we bidi mu tonalubo sogo daba asomainao. Tama te dagalude bidibo bidi augwaligo nago homu kolesaga wali pabo tiwai gilama, tama nago homu kolesaga e tǫde bidibo we bidi augwaligo wali pao. Dago homugo nago megi e sogode usu nama te da tuabo nai mao. Tama dago homugo nago dago dwai sę yali sela sąyao. Te bidi dabe augwaligo da dali dwai sę elama, tama dago augwaligo te dwai sę yali sela sąbo tiwai yali gilama tama nago dago sęgę sela sąyao. Te da te dwai sę yanama sinawainogo bo sogo daba asidali weyu, nago te habu selao. Tama te dwai sę page bidi agai da dolidali weyu te nago da tau são. Tama nago te genuai bomo me ula, te genuai nogi me te nagede sesemane sogo bidada paibao. Mu dao, te tama tiwai pedalomainao, te dago homugo dao.